# B型の彼氏
『B型の彼氏』（ビーがたのかれし、原題：B형 남자친구、英題：My Boyfriend is Type B）は、2005年に公開された韓国映画。
わがままなB型の男と小心者のA型の女の子の斬新なラブストーリーを描いたコメディドラマ。
血液型による偏見を助長させる映画とも言われるが、映画を最後まで観た人にはわかるように、実際には血液型に振り回される人々について描いた作品である。

## 概要
- 2004年、韓国では「血液型シンドローム」と呼ばれるブームが巻き起こり、特にB型の男性は不当にも「彼氏にしたくない」1位に選ばれる。また音楽界でもキム・ヒョンジュンが「B型の男」を大ヒットさせた。だが、当然ながらその内容をめぐって論争が起こった。しかし、ネット上でのサイトも生まれ、結局は一大ブームとなった。そして、本作『B型の彼氏』が大ヒット、血液型ブームが若い女性のみならず、社会全般の話題へと一般化した。
- 韓国で150万人動員。
- 第18回東京国際映画祭（2005年）で特別招待作品として上映されたが、チケットは45秒で完売した。
- 特設モバイルサイト血液型BBSが史上No.1ヒット数／1日25万ヒット達成。

## 出演
- ヨンビン - イ・ドンゴン（注：本人は実際はA型である）
- ハミ - ハン・ジヘ
- チョヨン（ハミの従姉） - シン・イ
- ボヨン - チョン・リョウォン
- ウニョン - キム・ジェイン

## あらすじ
夢見がちな女子大生のハミは、間違いメールの相手であり、大学生のベンチャー起業家であるヨンビンと偶然出会い、運命の相手だと思い込む。同居している従姉のチョヨンはB型男子嫌悪症で二人の仲を妨害しようとするが、ハミはヨンビンの奇怪な行動に振り回されながらも心を奪われていく。
時間が経つにつれ、ヨンビンのジコチューな性格に次第に傷つけられていくハミは別れを決意。ヨンビンはその時になってハミを愛していることに気づく。
そんなある日、ヨンビンが先輩のとんでもない提案に応じることになり、二人の仲は修復不可能になるかと思われるが……。